# Enrique Congrains
Enrique Congrains Martín (Lima, 4 de julio de 1932 - Cochabamba, 6 de julio de 2009) fue un escritor y editor peruano perteneciente a la llamada generación del 50, de la que forman también parte Mario Vargas Llosa, Julio Ramón Ribeyro, Manuel Scorza, Gustavo Valcárcel, entre otros.

## Biografía
Nació en Lima, en una familia de clase media que se preocupó en darle una esmerada educación. Sus padres, de ascendencia francesa, fueron Víctor Elías Congrains Agüero y Henrietta Martín.
Realizó sus estudios primarios en  el Antonio Raimondi, en La Inmaculada y en el Maristas de San Isidro y los secundarios los continuó en el Maristas.
Su esposa fue María Emma León Cabada.
En el campo literario es uno de los primeros narradores en manifestar en su obra su interés por problemas humanos, sociales y éticos que aquejan a la población de los barrios urbano-marginales.
Falleció el 6 de julio de 2009 en Cochabamba, Bolivia, lugar donde residía desde hacía varios años.

## Cuentista
Publicó en 1954 el libro de cuentos Lima, hora cero, inaugurando el realismo urbano en el Perú, que sus compañeros de generación explorarían después, al igual que autores posteriores, como Oswaldo Reynoso. Este libro describe la marginalidad de las barriadas limeñas, sobre las que en esa década recayó la mirada de la sociedad, dada la importancia de la ola migratoria andina hacia la capital del Perú en ese entonces. 
Al año siguiente publicó su segundo libro, la colección de cuentos Kikuyo, que circuló minoritariamente.
Ambos libros fueron editados por el mismo autor, quien también se encargó de su distribución, la cual hacía personalmente, vendiendo los ejemplares, incluso a plazos, a sus lectores.

## Novelista

### No una, sino muchas muertes
En 1957, viviendo en Buenos Aires, autoeditó su novela No una sino muchas muertes (Buenos Aires: Embajada Cultural Peruana), en la que relata, teniendo a una adolescente de los extramuros de Lima como protagonista, los problemas de la marginación extrema con singular agudeza y precisión en las descripciones. 
Esta obra, central en la literatura peruana del siglo XX, presenta uno de los personajes femeninos más impactantes de su medio.
La novela fue editada varias veces, en distintos países. A la primera edición de Buenos Aires le siguieron una uruguaya (Montevideo: Alfa, 1967), además de ediciones en Lima, tanto por Peisa (1974, 1988), como por Populibros. Vargas Llosa prologó la edición de Planeta de España de 1975, calificando la obra como una "novela salvaje".
Fue llevada al cine en 1983 por Francisco Lombardi, bajo el título de Maruja en el infierno.

### Obras finales
Hacia el final de su vida y después de cincuenta años de No una, sino muchas muertes, publicó las novelas El narrador de historias (dedicada a Vargas Llosa) y 999 palabras para el planeta Tierra, obras que denotan, tras tantas décadas de silencio literario, un estilo más libre en la técnica y con temáticas bajo el interés por lo fantástico y lo futurista.

## Autor de manuales y trabajo editorial
Fue autor de los textos como Así se desarrolla la inteligencia o Así es como se estudia. 
En Colombia, donde estuvo radicado muchos años, organizó el Centro Latinoamericano de Capacitación Intelectual. Allí desarrolló labores de edición y comercialización con su propia empresa Forja en las que publicó, por ejemplo: Así se desarrolla la inteligencia (3 tomos) 1975; Así es como se estudia (1978); Las maravillas de Colombia: sorprendentes y poco conocidas (4 tomos), 1979; Expediente negro (4 tomos), 1984; Los relámpagos de la historia (3 tomos), 1986; Narrativa francesa clásica y moderna (1986); Frases célebres y rotundas (1989); Cartas sabias y lúcidas (1989). También publicó la serie de antologías literarias: Antología del cuento norteamericano clásico y moderno (1980); Antología del cuento ruso clásico (1980); y la serie Los colosos de la humanidad compuesta por: Vida y obra de científicos e inventores (1983); Vida y obra de escritores y poetas (1983); Vida y obra de políticos y gobernantes (1983); Vida y obra de colombianos célebres (1985); Vida y obra de filósofos y pensadores (1985); Vida y obra de navegantes y exploradores (1985); Vida y obra de guerreros y militares (1987); Vida y obra de músicos y compositores (1987); Vida y obra de mujeres célebres (1989); Vida y obra de pintores y escultores (1990); Vida y obra de reyes y emperadores (1990).
En el Ateneo de Caracas dictó "El curso de cálculo mental y concentración" un sistema de ejercitación intelectual que mediante un novedoso método de realizar operaciones matemáticas, ayudaba a desarrollar la concentración, memoria, agilidad e inventiva.

## Libro sobreNo una, sino muchas muertes(1957)
En 1974, el crítico alemán Wolfgang A. Luchting publicó el estudio La mujer o la revolución. Análisis sobre "No una, sino muchas muertes" de Enrique Congrains. El libro puede consultarse en el siguiente enlace: https://es.scribd.com/document/567630226/La-Mujer-o-La-Revolucion-Analisis-de-No-Una-Sino-Muchas-Muertes-Wolfgang-Luchting-PDF

## Obras
Sus obras más importantes : 
- "Noche negra" (1948). Cuento publicado el 27 de junio de 1948 en el diario La Crónica. Acceso: https://www.academia.edu/50550260/Enrique_Congrains_Noche_negra_2021_
- Lima, hora cero (cuentos, 1954, que incluye el relato «El niño de junto al cielo»)
- El niño de junto al cielo (Cuento, 1954)
- Kikuyo (cuentos, 1995)
- Domingo en jaula de esteras (cuento incluido en Cuentos peruanos. Antología completa y actualizada del cuento en el Perú. Buenos Aires: Embajada Cultural Peruana, 1957). Consulta: https://es.scribd.com/document/573284186/Domingo-en-La-Jaula-de-Estera-Enrique-Congrains-PDF
- No una, sino muchas muertes (novela, 1957)
- El narrador de historias (novela, 2008)
- 999 palabras para el planeta Tierra (novela, 2009)